# Tamatia macrodactyle
Bucco macrodactylus
Espèce
Statut de conservation UICN

 LC  : Préoccupation mineure
Le Tamatia macrodactyle (Bucco macrodactylus) est une espèce d'oiseaux appartenant à la famille des Bucconidae.

## Position systématique
synonymes
- Argicus macrodactylus
- Cyphos macrodactylus